# سراقة بن مرداس بارقی
سراقة بن مرداس بارقی اصغر (۷۹ هـ /۶۹۸م) از شاعران برجسته و سرشناس عرب‌زبان دورهٔ آغاز اسلام و سدهٔ اول هجری است. وی کسی است که با جریر مهاجات داشت و اخبار او در اغانی آمده است.

آرد: یکی از افراد بنی بارق سراقهٔ بارقی شاعر بوده. وی پسر مرداس بن اسمأ بن خالد بن عوف بن عمر بن سعد بن ثعلبة بن کنانة بن بارق بود که جریر او را هجاء گفت و وی را با مختار حدیثی است.

در الموشح مرزبانی آمده است: از جملهٔ معایبی که بر شعر جریر شمرده‌اند گفتار او دربارهٔ بشر بن مروان است:
| یبشر حق لوجهک التبشیر    |  | هل غضبت لنا و انت امیر. |
| قد کان حقک ان تقول لبارق |  | یا آل بارق فیم سُب جریر. |

## حبانةالسبیع
حبانةالسبیع نام یکی از غزوات پیغمبر است. در آن روز سراقةبن مرداس بارقی بدست مسلمانان اسیر گردید، پس چون او را نزد رسول بردند این سه مصراع بخواند:
| امنن علی الیوم یا خیرمعد  |  | و خیر من حل بصحراء الجند |
| و خیر من لبی ّ و صلی و سجد |  | پس پیغمبر بر او ببخشید.  |

رجوع به سراقة و نیز رجوع به عیون.
سراقة او از جمله شورشیان کوفه بود که بدست سپاهیان مختار اسیر گردید و چون او را نزد مختار آوردند سراقه برای نجات جان خودش چون به نزد مختار آمد در مدح و ثنای او اشعاری را سرود و برای او خواند و در آن اشعار ضمن تقاضای عفو، قیام مختار و پیروزی او را یک امداد غیبی همانند امداد ملائکه پیامبر را در جنگ بدر و حنین یاد کرده است و سپس گفت: ای امیر! من ملائکه را دیدم که تو را یاری می‌کردند.
مختار به او گفت: بر فراز منبر برو و این مطالب را برای مردم بازگو کن.
او به منبر رفت و برای مردم گفته‌های خود به مختار را بیان کرد، و چون به زیر آمد و نزد مختار رفت مختار به او گفت: گر چه میدانم به دروغ سخن گفتی و فرشتگان را ندیده‌ای بلکه خواستی بدین وسیله تو را آزاد کنم، از اینجا بیرون رو به هر کجا که خواهی تا اصحاب و یاران مرا تباه نکنی.
او از کوفه خارج شد و به بصره آمد و به مصعب بن زبیر ملحق گردید.